# Austrobryonia
Austrobryonia — рід квіткових рослин родини гарбузових.
Його рідним ареалом є Австралія.

## Види
Види:
- Austrobryonia argillicola I.Telford
- Austrobryonia centralis I.Telford
- Austrobryonia micrantha (F.Muell.) I.Telford
- Austrobryonia pilbarensis I.Telford